# Хоммэй-тёко
Хоммэй-тёко (яп. 本命チョコ, «шоколад от чистого сердца») — шоколад на День святого Валентина в Японии, который женщины дарят мужчинам, к которым у них есть романтические чувства. Чаще всего такой подарок предназначается мужьям, парням или же тем мужчинам, с которыми отношения только намечаются. Шоколад хоммэй обычно более дорогой и притязательный, чем гири-тёко («шоколад из чувства долга»), который дарят коллегам по работе и другим мужчинам без романтической подоплёки.
Также популярен обычай изготавливать хоммэй-тёко своими руками.
В ответ мужчины обычно дарят сладости и другие подарки на Белый день, отмечаемый 14 марта.

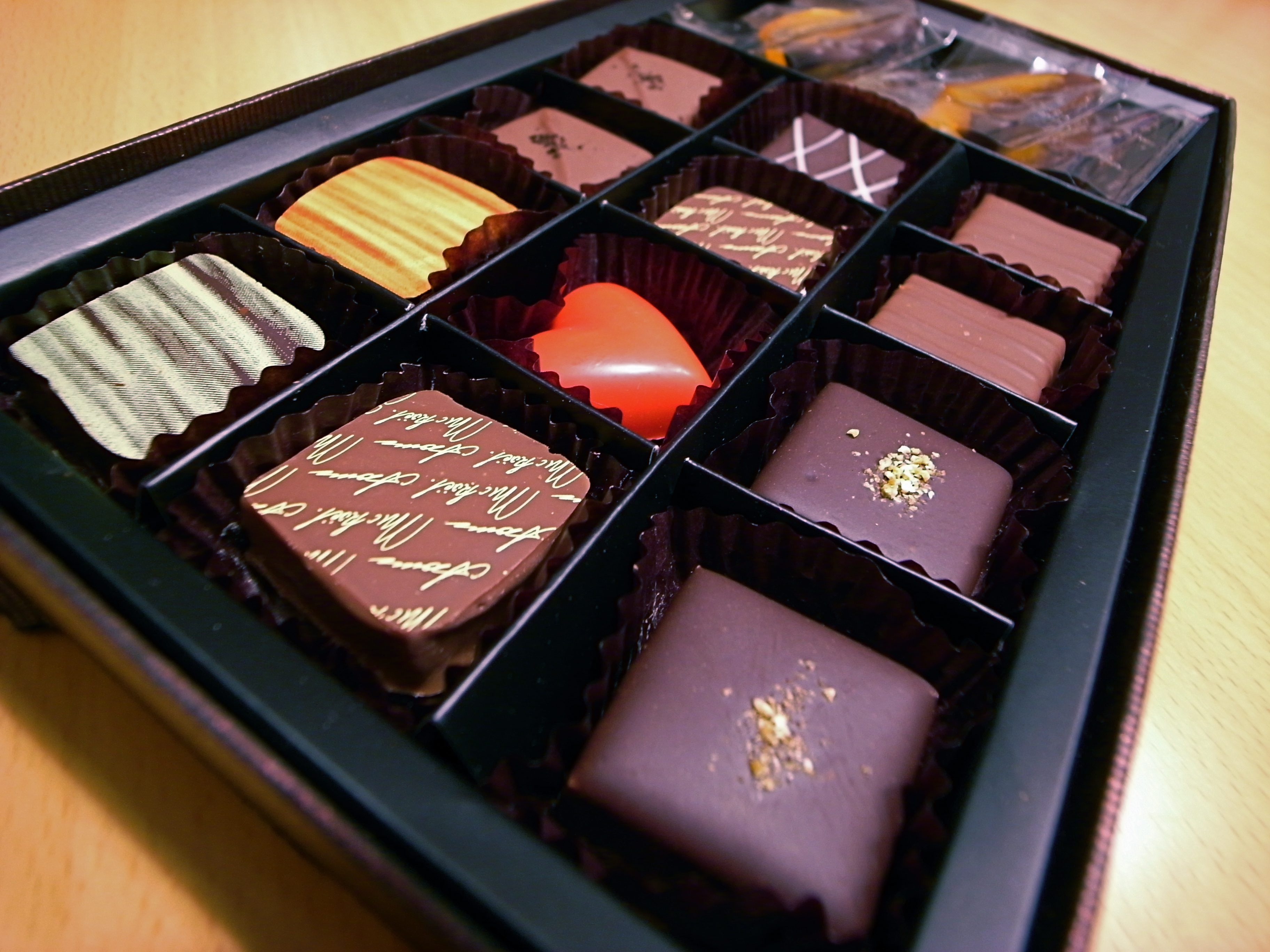
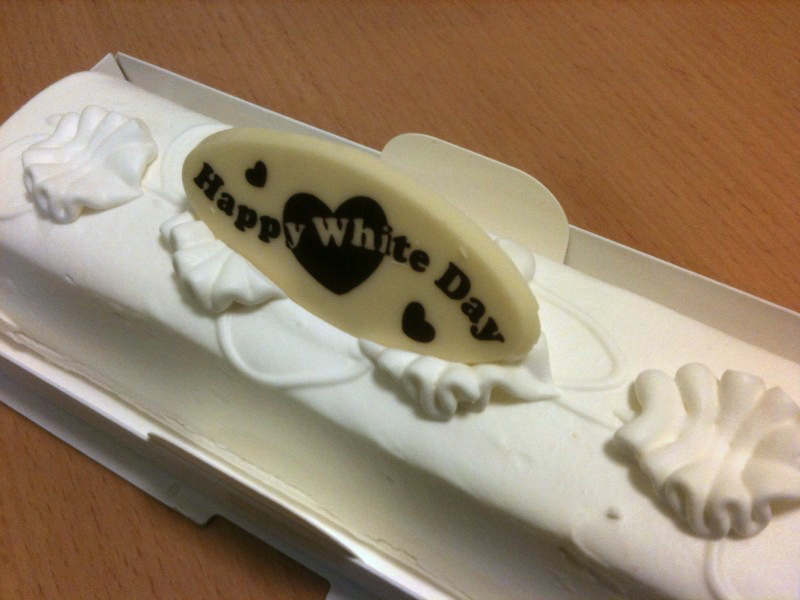